# 凱奧 (阿肯色州)
凱奧（英語：Keo）是一個位於美國阿肯色州洛諾克縣的城鎮。

## 地理
凱奧的座標為34°36′19″N 92°00′36″W / 34.60528°N 92.01000°W，而該地的平均海拔高度為70米（即230英尺）。

## 人口
根據2020年美國人口普查的數據，凱奧的面積為12.85平方千米，當中陸地面積為12.75平方千米，而水域面積為0.10平方千米。當地共有人口207人，而人口密度為每平方千米16人。